# 2117
2117 (ММCXVII) е обикновена година, започваща в петък според Григорианския календар. Тя е 2117-ата година от новата ера, сто и седемнадесетата от третото хилядолетие и осмата от 2110-те.